# Парада поноса у Београду
Београд прајд је парада поноса која се одржава сваке године у Београду. Највећа је манифестација припадника ЛГБТ+ заједнице и њених симпатизера у Србији. Као једна од парада поноса којима се сваке године у европским и светским градовима обележава Међународни дан поноса ЛГБТ+ особа, организовање поворке поноса у Београду има за циљ скретање пажње јавности на проблеме насиља и дискриминације са којима се суочавају ЛГБТ+ особе у Србији.

## Историја
До 2010. године ниједан покушај организовања параде поноса у Београду није успешно окончан. Прва парада организована је 2001. године, након демократских промена у Србији, али је завршена пребијањем учесница и учесника од стране навијача и десничарских група. Парада поноса је поново планирана 2004. године, али је су је организатори отказали након мартовских немира и паљења џамија у Нишу и Београду.
Након више година паузе, наредна поворка поноса била је заказана 2009. године, али и отказана, након што је, дан пре одржавања поворке, тадашњи премијер Србије Мирко Цветковић уручио организаторима решење о измештању поворке на локацију различиту од планиране и тиме ефективно онемогућио одржавање првобитно планираног догађаја. Парада поноса је поново заказана 2010. године за 10. октобар, када је први пут успешно одржана.
Након четири године успешно је одржан трећи прајд у Београду 28. септембра 2014. године, где је све прошло без већих инцидената. Београдом се прошетало између 1.000—1.500 људи. Већ следеће године, 20. септембра 2015, четврта парада поноса је прошла још боље у односу на претходну годину — где је члан Организационог одбора Бобан Стојановић оценио да је ово прва права парада. Те године је одржана и прва транс парада у Београду, након које Београд добија други прајд догађај под називом „Понос Србије” који се од 2016. године традиционално одржава у јуну, у знаку обележавања Стоунволске побуне.

## Парада поноса 2001.
Прва парада поноса у Београду била је заказана за 30. јун 2001. године под слоганом „Има места за све“. Организатори параде биле су организације Лабрис и Гејтен. Особе окупљене на Тргу Републике напала је група хулигана и присталица десничарских организација; међу насилницима су се нашли чланови покрета Образ, Светосавске омладине, навијачи Црвене звезде, Партизана и Рада, као и један свештеник Српске православне цркве.
Као један од криваца за дешавања на овом скупу прозивана је и полиција, са чијом одговорношћу се сложила и тадашња заменица министра правде Тамара Луксић-Орландић. Полицијске снаге су биле присутне у недовољном броју, иако је СУП био унапред обавештен од стране организатора о постојању претњи и могућности насиља. Присутни полицајци у почетку нису реаговали на насиље, све док и сами нису били нападнути од стране хулигана. У саопштењу организатора се такође наводи да су и сами представници полиције давали отворено хомофобичне изјаве.
Према проценама организатора параде, повређено је више од 40 особа. У писму Министарства унутрашњих послова, Секретаријата у Београду, које је потписао тадашњи начелник Бошко Буха, наводи се да је повређено 6 грађана и 8 полицајаца. Међу нападнутима нашле су се и новинарке Б92, Милева Вукић и Бранкица Станковић. Такође, хулигани су намеравали да нападну просторије политичке партије СДУ, али су грешком полупали прозоре приватног предузећа „Либертас“, које се налазило у истој згради, испод просторија СДУ-а.
Премда је званична реакција представника владе изостала, у медијима су се чуле бројне реакције невладиних организација, као и истакнутих јавних личности. Такође, реаговале су бројне међународне организације које се баве заштитом људских права. Поред осуда насиља, јављали су се и хомофобични коментари. Начелник секретаријата унутрашњих послова Бошко Буха је изјавио да: „Наше друштво као средина није сазрело за такво исказивање настраности.“ У саопштењу Српске радикалне странке се наводи да „режим ДОС-а предвођен […] Кораћем, покушава да противприродни блуд уведе у Србију као нешто нормално.“ Тадашњи председник Образа, Небојша Крстић, изразио је став да параде поноса представљају „изругивање моралу, изругивање породичном, духовном и националном идентитету много страдалног и напаћеног српског народа“.
Организација Belgrade Pride је најављивала организовање друге параде поноса 2004. године. Припреме су трајале неколико месеци, пре коначног отказивања параде из безбедносних разлога — након ескалације насиља и паљена џамија у Београду и Нишу, марта 2004.

## Поворка поноса 2009.
Друга по реду заказана парада поноса требало је да се одржи 20. септембра 2009. године. Након велике медијске пажње коју је ЛГБТ популација добила приликом скидања Закона о забрани дискриминације са скупштинске процедуре на захтев СПЦ и других верских заједница у Србији, а затим и његовог коначног изгласавања, пажња је била усмерена на најаву одржавања поворке поноса у Београду. Одржавање параде поноса подржале су амбасаде Холандије, Шведске, Велике Британије, Норвешке и Немачке, затим Мисије УН-а и ОЕБС-а, представници министарстава и других државних установа, као и већи број јавних личности. Од јавних личности које су међу првима подржале параду поноса били су: Ана Родић, Ана Софреновић, Беби Дол, Биљана Цинцаревић, Биљана Ристић, Биљана Србљановић, Борис Дежуловић, Дејан Анастасијевић, Драгана Ћосић, Драган Бјелогрлић, Душан Макавејев, Горчин Стојановић, Христина Поповић Мијин, Иван Б. Лалић, Иван Тасовац, Катарина Ребрача, Кебра, Лена Богдановић, Луна Лу, Маја Узелац, Милутин Петровић, Милица Томић, Јелена Карлеуша, Мирјана Карановић, Ненад Марјановић, Никола Ђуричко, Сани Армани, Сека Саблић, Индира Радић, Светлана Бојковић, Бранкица Станковић, Славимир Стојановић, Соња Вукићевић, Срђан Драгојевић, Светлана Лукић, Светлана Вуковић, Светозар Цветковић, Теофил Панчић, Владимир Арсенијевић, Жарко Требјешанин, Желимир Жилник. Такође, снимљено је неколико промотивних спотова под слоганом „Љубав није да се крије, него да се поноси“ у којима су учествовали Драган Бјелогрлић, Горчин Стојановић, Христина Поповић, Никола Ђуричко, Мирјана Карановић, Беби Дол, Милутин Петровић.

### Претње насиљем и гаранције безбедности
Упоредо са подршком, у јавности су се појавиле претње организаторима и учесницима поворке поноса. Улице Београда биле су ишаране графитима који су позивали на спречавање поворке поноса и насиље. Младен Обрадовић, председник екстремне десничарске организације Образ, јавно је претио да ће парада поноса бити спречена „по сваку цену“. Такође, поводом поворке поноса огласила се Српска православна црква, у чије име је Амфилохије Радовић ову манифестацију назвао „поворка срама, поворка Содоме и Гоморе“. Радовић је, такође, лезбејску и геј љубав назвао бесплодном и јаловом, цитирајући: „Дрво које плода не рађа, сијече се и у огањ баца.“ Овакав иступ представника СПЦ-а осудило је неколико невладиних организација, које су у истоме виделе оправдавање насиља и позив на насиље. У саопштењу које су потписале организације Жене у црном, Комитет правника за људска права и Хелсиншки одбор за људска права у Србији подсећа се на то да „ова институција [има] у својим редовима низ педофила и осталих починитеља сексуалних злочина, од којих неки обављају и највише функције у хијерархији“ и да „институција која је упорно благосиљала ратне злочинце, оправдавала злочине [...] нема право да се било каквим моралним судовима јавља у јавности док се не одрекне свог срамотног и нечовечног (и наравно, нехришћанског) пропагирања мржње и подржавања злочина“.
Графите који позивају на насиље, као и поруке насиља које су се јавиле у медијима, републички тужилац Слободан Радовановић је у то време оценио као „полемички тон“: „Не можемо ми да реагујемо на натписе у медијима, ми можемо да реагујемо ако дође до неких последица из свега тога. Мислим да што се тиче медија, не видим ја ту нешто, имамо опречне ставове, то су неки полемички тонови. Дај сад да не коментаришемо то, али ајде да створимо услове да се то све заврши у реду и миру.“
Држава је, с друге стране, најављивала велико присуство полиције и гарантовала је да ће држава спречити насиље. Министар унутрашњих послова Ивица Дачић је најавио да ће полиција да заштити све учеснике и учеснице скупа у току параде, као и при њиховом доласку и одласку. Такође, напоменуо је да је поворка поноса требало боље политички да се припреми, „јер се расправља само о њеном безбедносном аспекту“. Градоначелник Београда Драган Ђилас је, међутим, изјавио да „сексуално опредељење“ треба да остане „у четири зида“, али је касније кориговао своју изјаву и објаснио је да је истом „изразио бојазан да ће таква манифестација изазвати реакцију оних који сваких неколико десетина дана уништавају град“, као и „бојазан за безбедност учесника“.

### Отказивање поворке
Један дан пре заказане поворке поноса, организатори су саопштили да се поворка неће одржати. Као разлог је наведено решење Министарства унутрашњих послова којим се уредно пријављен скуп у центру града премешта на плато испред Палате Србије из безбедносних разлога. Организатори поворке су ово оценили као забрану пријављеног скупа у центру града и донели су одлуку да не одрже скуп на Ушћу. Мајда Пауча, једна од чланица организационог одбора, изјавила је: „Симболика ове манифестације свуда у свету је да се симболично прошета центром града и покаже да смо равноправни грађани. Не желимо да шетамо по некој ливади на Ушћу, то не би била Поворка поноса.“ Оваква одлука Министарства унутрашњих послова оцењена је као „капитулација државе пред претњама насиљем“. Влада је инсистирала на томе да скуп није забрањен, већ само измештен на другу локацију.

## Парада поноса 2010.
Септембра 2010. године, организатори су најавили одржавање параде поноса 10. октобра 2010. године. Према плану, окупљање треба да започне у парку Мањеж, одакле ће се поворка кретати Немањином улицом до зграде Владе Србије, а затим Улицом кнеза Милоша. Журка након поворке биће одржана у СКЦ-у. Скуп су подржали председник Борис Тадић, министар полиције Ивица Дачић, председница Скупштине Славица Ђукић-Дејановић, а министар за људска и мањинска права Светозар Чиплић је најавио лично присуство, као и државни секретар за људска и мањинска права Марко Караџић који је и 2009. године био један од најјачих гласова подршке поворци поноса.

### Одржавање параде
Парада је, као што је и најављено, одржана 10. октобра 2010. године, са почетком у 10 часова у парку Мањеж у Београду, где се окупило више од 1.000 учесника и учесница параде поноса. Скуп је отворио шеф делегације ЕУ, Винсент Дежер. Скупу су се, поред организатора, обратили и министар за људска и мањинска права Светозар Чиплић, шеф делегације ОЕБС-а Димитриос Купреос и амбасадор Савета Европе у Србији Константинос Јерокостопулос. Скупу су присуствовале личности из политичког и јавног живота, као што су Мирјана Карановић, Никола Којо, Чедомир Јовановић, Жарко Кораћ, Миљенко Дерета, Марко Караџић, Вукашин Обрадовић, Петар Антић, као и амбасадорка САД Мери Ворлик.
Поворка поноса, са великим транспарентом „Можемо заједно“ и бројним заставама дугиних боја, кренула је у 11.30 од парка Мањеж преко Немањине, Кнеза Милоша и Масарикове до СКЦ-а, где је организована журка — која је завршена у 13.30, раније него што је предвиђено.

### Безбедност и немири
Претње учесницама и учесницама параде појавиле су се након објављивања планова да се парада одржи. У претњама које су долазиле од разних екстремистичких десничарских организација позивало се на физички обрачун и линч учесника и учесница.
Безбедност учесника и учесница параде, међу којима је било и дипломатских представника и представница, гарантовале су полицијске снаге које су у великом броју биле распоређене око места одржавања скупа и шетње.
С друге стране, 6.500 хулигана изазвало је нереде у Београду, нападом на полицију и поједине зграде. Током немира хулигани су напали зграду Демократске странке и Социјалистичке партије Србије, зграду РТС-а, покретни мамограф, као и бројне продавнице у центру Београда — из којих је покрадена роба. Сукоб са полицијом је смирен око 14.00.
Током нереда повређена су 132 полицајца и 25 грађана, а ухапшено је 249 особа, од којих је чак око 60% из унутрашњости Србије. Ова чињеница је оцењена као знак лоше организације догађаја. Чедомир Јовановић је изјавио: „То су практично биле паравојне формације са јасним плановима и са сценаријом који превазилази оно што смо ми планирали 5. октобра 2000. године.“ Одговарајући на саопштења појединих странака да су нереди израз незадовољства због економског стања у друштву, Јовановић је рекао: „То што се јуче десило нема никакве везе са празним новчаницима демонстраната. Они су јуче имали и материјалне трошкове — дошли су организовано у Београд, са скутера су нападали полицију.“

### Реакције
Лазар Павловић из Геј-стрејт алијансе оценио је да је битно да је парада поноса одржана након 10 година од првог покушаја: „Оно што се паралелно догађало на улицама Београда показује колико [се] заправо неке снаге имају своје војнике на улицама још увек нису поражене. Ако треба кренути у борбу против тога то је управо данас, ако се већ до сада није радило на томе.“
Већина представника и представница Демократске странке је оценила да су немири осмишљени како би се нарушио мир, стабилности и демократски поредак. Портпаролка ДС-а, Јелена Триван, изјавила је:
То очигледно нема никакве везе са њиховим ставом према паради. То су хулиганске банде које се понашају по истом обрасцу, било да је реч о фудбалској утакмици или идеолошком протесту. То су хулигани, а не борци за било какве моралне вредности или начела, и као такви морају да буду строго кажњени. — 
С друге стране, градоначелник Београда и члан ДС-а, Драган Ђилас, нагласио је да је начињена велика материјална штета те оценио да парада поноса неће донети ништа добро организаторима. Ђилас је такође апеловао на организаторе геј параде рекавши да „без обзира каква права имају, да не организују манифестације које доводе до оваквих ствари“.
Министар Чиплић је у реакцији на насиље рекао да је важно да је „парада успела“, чиме се показало да је „Србија слободна земља“, што је оценио и као „коначни пораз“ хулигана.

## Парада поноса 2011.
Парада поноса је била најављена за 2. октобар 2011, али је Министарство унутрашњих послова Републике Србије, након консултација са државним врхом, одлучило да се сви скупови који су најављени за 1. и 2. октобар — осим културних и спортских манифестација — забране ради безбедности грађана. Министар унутрашњих послова Ивица Дачић изјавио је да су постојале информације да се спрема велико нарушавање јавног реда и мира, те да екстремистичке групе то схватају као крсташки рат. Такође су постојала сазнања да екстремистичке групе спремају нереде у више делова Београда те да пале зграде и аутомобиле. Забрану свих скупова подржао је и председник Србије Борис Тадић, док је патријарх српски Иринеј затражио да се не одржи „парада срама“ назвавши њене учеснике „групом настраних, који своје мањинске погледе у основи неприродне, желе да наметну другој, огромној већини, која не дели и не прихвата њихово схватање смисла живота у људске слободе“.

## Парада поноса 2013 — Поноћни прајд
Београдска парада поноса је 2013. године најављена за 28. септембар у 10 часова у београдском парку Мањеж. Неколико дана пред сам Прајд, на седници Бироа за координацију службе безбедности, трећу годину заредом одлучено је да се не одобри одржавање Параде поноса што је изазвало револт међу припадницима ЛГБТ популације. Муњевитом акцијом ЛГБТ активиста, за пола сата је организован скуп у центру града, који се претворио у протестну шетњу због отказивања параде. Скуп је око 23 часа почео испред зграде Владе Србије. „Ниједна забрана нас не може спречити да будемо то што јесмо. Ту смо сваки дан у години и показаћемо да не могу да нас униште”, рекао је један од организатора Бобан Стојановић. Драматуршкиња Биљана Србљановић, која је такође учествовала у протесту, рекла је да тај скуп „има више смисла него одржавање прајда које би било умивено, закључано у једном парку и да се до последњег тренутка не зна да ли ће бити одржан или не”. Сам скуп протекао је без инцидената, уз учешће око 200 људи, који су носили заставе дугиних боја и транспаренте са порукама: „Ово је Прајд” и „Прајд. Нормално”. У једном тренутку појавиле су се информације да су се у граду окупиле и групе хулигана који иду ка месту одржавања „поноћног Прајда”, али никаквих инцидената није било.

## Парада поноса 2014.
Организатори су саопштили да ће недеља поноса, која је у мају одложена због ванредне ситуације, бити одржана од 22. до 29. септембра 2014, а шетња градом најављена је за 28. септембар. Организатори су најавили дебатни програм који ће бити посвећен јачању солидарности између ЛГБТ заједнице и других угрожених група у Србији. Вучић је поручио да приликом одржавања Параде Поноса у Београду не сме да буде насиља, јер се у Србији поштује Устав и закон. Парада је одржана под слоганом „Понос за све“. У шетњи је учествовало око 1.200 људи, док је кроз целу Недељу поноса која је претходила поворци кроз центар Београда прошло око 3.000 посетилаца и за то време није било озбиљнијих инцидената. Присуствовали су многобројни амбасадори, министри, политичари, редитељи (међу њима и Чедомир Јовановић). Око 7.000 полицајаца у опреми за разбијање демонстрација, хеликоптери МУП-а који су надлетали центар града, коњица, оклопни транспортери, водени топови, „Хамери“ и припадници елитних специјалних јединица, уз претњу власти оштрим казнама за насилнике, овог пута били су довољни да Парада прође без већих инцидената. Приведено је више од 50 људи. Током шетње прострујала је вест да је жандармерија претукла брата премијера Србије Александра Вучића и његово обезбеђење. На мети хулигана се нашао фоторепортер новина Блиц, као и зграда телевизије Б92.

## Парада поноса 2015.
Дана 11. децембра 2014. организатори параде поноса су на Међународни дан људских права поднели пријаву за одржавање Недеље поноса и Параде поноса. Недеља поноса је трајала од 14. до 20. септембра 2015, а шетња градом одржана 20. септембра 2015. Парада поноса Београд постала је чланица Европског удружења организатора Прајда (EPOA) и светског удружења Прајд организација (InterPride). Те године је одржана по први пут и транс парада у Београду заједно са геј парадом. Манифестације „Београдска парада поноса” и „Понос транс особа” прошле су без већих инцидената, а центар града током целог дана обезбеђивале су јаке полицијске снаге. Учесници Прајда играли су уз музику са камиона украшеног шареним балонима, дружили се; има оних који су дошли ролерима, неки бициклима, неки с децом и кућним љубимцима. Око хиљаду учесника прошетало је главним београдским улицама. Учесници су носили велику заставу дугиних боја, а организатори скупа су водили шетњу са транспарентом „Моја права моји захтеви“. Скуп је завршен испред Скупштине где су одржани говори. Полиција је током трајања Прајда ухапсила Уроша Мишића и још седам мушкараца у фантомкама због сумње да планирају напад на учеснике.

### Реакције
Београд је био обојен дугиним бојама, учесници су задовољни, док је члан Организационог одбора параде поноса Бобан Стојановић изјавио да је презадовољан овогодишњим прајдом; стога је том приликом изјавио:
Ово је прва права Парада, шетали смо главним улицама, свуда су се вијориле заставе, људи су били срећни, чула се музика са камиона, било је весело и шарено и то је у ствари Прајд.
Чедомир Јовановић је присуствовао и овогодишњој паради и исказао је да раније излазак на параду поноса раван изласку на фронт. Данас то није тако; зато изражава пуно поштовање према онима који су то омогућили, због тога долази сваке године јер му је то врло важно. Најстарија учесница параде, Гордана Радић, подржава ову манифестацију јер сматра да нико не сме да било коме оспорава право на љубав.

## Парада поноса 2016.
Под слоганом „Љубав мења свет“ у Београду је 18. септембра одржана четврта — Парада поноса 2016, коју је обезбеђивао већи број припадника полиције и жандармерије. Манифестација је протекла без инцидената. Учесници Параде поноса прошетали су од Славије до Трга републике, где се концертом манифестација званично завршила. На Паради поноса учествовали су и народни посланици, бивши и садашњи министри, као и градоначелник Београда.
Окупљање учесника параде, који су носили заставе дугиних боја и друга обележја ЛГБТ заједнице, почело је око 11 часова на Славији, одакле је нешто после поднева кренула поворка. Учесници Параде поноса завршили су шетњу до Трга републике, где је одржан концерт којим је та манифестација званично завршена. Окупљене су забављали Марина Перазић, Бојана Стаменов, Наташа Беквалац, као и познати београдски ди-џеј Вања Бурсаћ. Учесници параде кретали су се Улицом краља Милана, од Славије до Трга републике, а трасу су обезбеђивале јаке полицијске снаге. На почетку колоне организатори Прајда носили су транспарент у дугиним бојама на којем је писало „Љубав мења свет“. Атмосфера у колони је била весела: учесници су играли уз музику са разгласа, певали и махали заставицама, а носили су и велику заставу у дугиним бојама. Током проласка центром града, учеснике Прајда су поздрављали поједини грађани са балкона. Међутим, било је и другачијих порука, па је млађи мушкарац са прозора зграде у близини Палате Албанија махао српском заставом, а испод прозора спустио транспарент на којем је писало „Рекриминализација содоме“. Почетак шетње прогласила је кума Прајда, Мирјана Карановић, која је рекла да свако нађе начин да се ослободи страха и ослободи свој простор слободе.
„Људски живот је драгоцен, а право да га живимо слободно је неприкосновено“, поручила је Карановићева којој је титула куме припала због — како је наведено — залагања за људска права и толеранцију.
Министарка за државну управу и локалну самоуправу Ана Брнабић изјавила је да је одржавање Параде поноса трећу годину заредом веома значајно и да је то озбиљан помак кад је реч о правима ЛГБТ заједнице.

## Парада поноса 2017.
Дана 29. јуна 2017. године, Народна скупштина Републике Србије је изабрала Владу Ане Брнабић — прве ЛГБТ премијерке на просторима бивше Југославије. На конференцији за новинаре у Медија центру 13. јула, припадници ЛГБТ заједнице су најавили Недељу поноса од 11. до 17. септембра. У уторак, 29. августа, по први пут у Београду је отворен Прајд инфо центар где су грађани могли да се информишу о историји покрета, стању људских права и егзистенцији ЛГБТ особа у Србији. Под слоганом „За промену”, 17. септембра у Београду је одржана Парада поноса на којој је учествовало око 1000 људи. Манифестација је почела око поднева окупљањем на Цветном тргу, а након обраћања „куме” прајда Јелене Карлеуше поворка је кренула Улицом краља Милана до Трга Републике где је уз обраћање организатора и гостију и уз музику и завршена. Шетња централним градским улицама је прошла без инцидената уз присуство много мањег броја полицајаца. Овогодишњем Прајду присуствовала је и премијерка Србије Ана Брнабић, уз министре Бранка Ружића и Зорана Ђорђевића. Ана Брнабић је прва председница владе на Балкану која је учествовала на геј паради. По четврти пут, паради је присуствовао и градоначелник Београда, Синиша Мали.

## Парада поноса 2018.
Парада поноса под слоганом „Реци ДА” одржана је 16. септембра. Пре почетка учесницима се обратила овогодишња кума Прајда новинарка Сузана Трнинић, која је рекла да је „порука скупа да треба да се поштују сви они који су данас овде”. У свом говору је замерила држави што не поштује равноправност коју прокламују Устав и закони, и нуди селективну правду јер не признаје истополне бракове:
Живимо у земљи у којој је мишљење већ 30 година да мрзимо, хајде да направимо компромис па да наредних 30 волимо. Не морате да волите оно што не разумете али сте дужни да поштујете, нисмо сви исти.
За краљицу Прајда проглашена је Дита фон Бил која је својом одевном комбинацијом, српском народном ношњом, послала поруку да је љубав традиционална вредност, а не насиље и мржња. Ове године забележен је највећи број волонтера у историји Параде поноса и најмањи број полицајаца до сада. Према званичним подацима, дупло мање полицајаца је чувало учеснике параде у односу на претходну годину. Поред премијерке Ане Брнабић и новог министра финансија Синише Малог, на Прајду су званично били и нови градоначелник Зоран Радојичић и министри рада Зоран Ђорђевић и државне управе Бранко Ружић. Колона од 1500 људи се прошетала улицама краља Милана, Теразијама, Kоларчевом преко Трга Републике и Васином до Студентског трга. На Студентском тргу је одржан велики концерт, а учеснике Параде дочекала је певачица Ида Престер. Својим наступом, Прајду је подршку пружила и певачица Марина Висковић. Цео програм је трајао до 20 часова.

## Парада поноса 2019.
Под слоганом „Не одричем се”, 15. септембра је одржана осма Београдска парада поноса. Окупљање учесника Прајда почело је у 16 сати у Улици краља Милана, код хотела Хилтон. Кума Прајда, Сара Јо, поручила је присутнима да не сме да постоји „али” за љубав. Она је додала да је ту да помогне да се разбију предрасуде како више не би било деце која трпе вербално и физичко насиље, јер се у јавности изјашњавају као геј или лезбијка. Марко Михаиловић из организације Прајда подсетио је на почетке ове манифестације у Београду, када су активисти претучени на улицама српске престонице 2001. године. Међу присутнима била је и премијерка Србије Ана Брнабић, која је дошла у пратњи партнерке Милица Ђурђић. Премијерку је дочекао транспарент „Премијерко, како је живети са свим повластицама”. Учесници параде поноса кренули су у шетњу, око 17.30, централним градским улицама до најважнијих институција у земљи, како би указали на потребу решавања проблема припадника ЛГБТ+ заједнице у Србији. Учесници су испред Скупштине Србије упутили захтеве за усвајање Закона о регистрованим партнерствима и Закона о родном идентитету, побољшање здравствених услуга за транс особе, као и поштовање постојећих. Током шетње није било инцидената сем напете ситуације и добацивања на раскрсници Таковске улице и Булевара краља Александра где су их дочекали противници Прајда. Парада поноса се завршила журком у парку Мањеж где су поред куме Прајда, Саре Јо, као музичке гошће наступиле Зои и Бојана Вунтуришевић.

## Парада поноса 2020.
Јубиларна 10. Недеља поноса одржала се од 14. до 20. септембра дигитално, а централни догађај – Парада поноса, која је била планирана за 19. септембар, померена је за следећу годину због лоше епидемиолошке ситуације изазване корона вирусом. Слоган прајда био је „Солидарни и у 4 зида”. Организатори су поруку коју су неретко припадницима ЛГБТ+ заједнице упућивали они који се противе остваривању њихових права – да своју сексуалност могу да „испољавају у своја 4 зида”, искористили да покажу како је пандемија корона вируса оголила проблеме са којима се ЛГБТ+ заједница и друге маргинализоване заједнице суочавају те је солидарност оно што је свима потребно.

## Парада поноса 2021.
Парада поноса „Београд прајд 2021” одржана је 18. септембра 2021. године под слоганом „Љубав је закон”. Учесници прајда су били у обавези да редарима на улазу покажу сертификат о вакцинацији, или потврду о негативном антигенском тесту не старијем од 48 сати, или пи-си-ар тесту не старијем од 72 сата. После уводног програма, више хиљада учесника је кренуло из парка Мањеж трасом: Немањина (до Владе Србије), Кнеза Милоша, Краља Милана, преко Трга Николе Пашића и поново до Мањежа, где је одржана журка. Током шетње колона се два пута кратко заустављала, испред Владе Србије и Скупштине Србије, како би се поновили захтеви ЛГБТИК+ заједнице и исказала солидарност са жртвама насиља и дискриминације. На поворци су упућени следећи захтеви: 
- Усвајање Закона о истополним заједницама
- Усвајање Закона о родном идентитету и побољшање здравствених услуга за транс особе
- Брза и адекватна реакција државних органа и јавна осуда представника власти на говор мржње и злочине мотивисане мржњом према ЛГБТ+ заједници
- Усвајање локалних акционих планова за ЛГБТ+ заједницу
- Извињење свим грађанима Србије који су пре 1994. године били судски и на друге начине прогоњени због своје сексуалне оријентације и родног идентитета
- Образовање и едукација младих о сексуалној оријентацији и родном идентитету.[74]

Већи део ЛГБТИК+ заједнице у Србији био је против доласка Ане Брнабић на параду поноса због изиграног поверења. Премијерка је организаторима послала обавештење о својој спречености те се ове године није појавила. Ове године од државних званичника појавила се министарка за људска права Гордана Чомић.
За куму прајда проглашена је Наташа Беквалац која је изјавила да није ту само као подршка ЛГБТ+ популацији, него и да је део ње. Певачица је своју солидарност показала на својим концертима, учешћем на прајду 2016. године и учешћем у кампањи „Шта нас жуља”, како би српској јавности ставила до знања важност усвајања Закона о истополним заједницама. Поред куме прајда на концерту су наступили и Сара Јо, Бојана Вунтуришевић, Сајси Ем-Си, Џипси, Леа Давогић, као и дрег краљице Алексис Вандеркант, Острога Ми и Дита вон Бил.

## Парада поноса 2022.
Београд прајд 2022. године био је домаћин Европрајд манифестације која се у Београду одржала од 12. до 18. септембра под слоганом „Време је”. Недељу поноса је пратило више од 130 различитих догађаја, док је централни догађај представљала шетња одржана 17. септембра. Самој шетњи претходили су позиви на отказивање, бројни протести, као и забрана пријављене руте од стране МУП-а. Дана 17. септембра, Управни суд Србије је одбацио жалбу организатора Европрајда на забрану руте шетње након чега су организатори издали саопштење да је новопредложена краћа рута легална јер се МУП Србије поводом ње није огласио. Близу 10.000 учесника поворке прошетало је новом рутом од Уставног суда до Ташмајдана где је одржан концерт. Догађај је обезбеђивало око 5.200 припадника полиције, а забележени су и инциденти након којих су ухапшена 64 изгредника. Концертом на Ташмајдану на ком су наступиле Анђелина, Сара Јо, Сенида, Махмут Орхан и локалне дрег краљице, догађај је формално завршен након чега је штафета предата Малти, као организатору Европрајда за 2023. годину.

## Преглед
| Година | Датум         | Слоган                    | Број учесника                          | Кума              | Краљица            |
| ------ | ------------- | ------------------------- | -------------------------------------- | ----------------- | ------------------ |
| 2001.  | 30. јун       | Има места за све нас      |                                        | —                 | —                  |
| 2009.  | 20. септембар | Време је за равноправност | забрањен                               | —                 | —                  |
| 2010.  | 10. октобар   | Можемо заједно            | 1.000                                  | —                 | —                  |
| 2011.  | 2. октобар    | Прајд. нормално.          | забрањен                               | —                 | —                  |
| 2012.  | 6. октобар    | Љубав, вера, нада         | забрањен                               | —                 | —                  |
| 2013.  | 28. септембар | Прајд. нормално.          | забрањен                               | —                 | —                  |
| 2014.  | 28. септембар | Понос за све              | 1.000                                  | —                 | —                  |
| 2015.  | 20. септембар | Моја права, моји захтеви  | 1.000                                  | Биљана Србљановић | —                  |
| 2016.  | 18. септембар | Љубав мења свет           | 1.000                                  | Мирјана Карановић | —                  |
| 2017.  | 17. септембар | За промену                | 1.000                                  | Јелена Карлеуша   | Алекс Електра      |
| 2018.  | 16. септембар | Реци ДА!                  | 1.500                                  | Сузана Трнинић    | Дита фон Бил       |
| 2019.  | 15. септембар | Не одричем се             | 2.000                                  | Сара Јо           | Острога Ми         |
| 2020.  | 19. септембар | Солидарни и у 4 зида      | Није одржана услед пандемије ковида 19 | —                 | —                  |
| 2021.  | 18. септембар | Љубав је закон            | 3.000                                  | Наташа Беквалац   | Алексис Вандеркант |
| 2022.  | 17. септембар | Време је                  | 6.000                                  | Сајси Ем-Си       | Лана Ви            |
| 2023.  | 9. септембар  | Нисмо ни близу            | 4.000                                  | Ида Престер       | Хидра ГГХ          |
| 2024.  | 7. септембар  | Понос су људи             | 3.500                                  | Зејна             | Сунока             |